# Prélature territoriale de Corocoro
La prélature territoriale de Corocoro (en latin : Praelatura Territorialis Corocorensis ; en espagnol : Prelatura territorial de Corocoro) est une prélature territoriale de l'Église catholique en Bolivie, suffragante de l'archidiocèse de La Paz.

## Territoire

Prélature de Corocoro

Il comprend les provinces d'Aroma, Gualberto Villarroel, Inquisivi, José Manuel PandoLoayza et Pacajes du département de La Paz.
Son territoire a une superficie de 28 823 km divisé en 28 paroisses. L'évêché est dans la ville de Corocoro où se trouve la cathédrale Notre-Dame de l'Assomption.

## Histoire
La prélature territoriale est érigée le 25 décembre 1949 par la constitution apostolique Quod christianae plebis du pape Pie XII en prenant sur une partie du territoire de l’archidiocèse de La Paz.

## Prélats
- Ubaldo Evaristo Cibrián Fernández, C.P (7 mars 1953 - 14 avril 1965)
- Jesús Agustín López de Lama, C.P (10 juin 1966 - 5 septembre 1991)
- Toribio Ticona Porco (4 juin 1992 - 29 juin 2012)
- Percy Lorenzo Galván Flores (2 février 2013 - 23 mai 2020) nommé archevêque de La Paz
- Pascual Limachi Ortiz (10 février 2021 - )